# 蒙蒂塞洛 (緬因州)
蒙蒂塞洛（英語：Monticello）是一個位於美國緬因州阿魯斯圖克縣的市鎮。

## 人口
根據2020年美國人口普查的數據，蒙蒂塞洛的面積為99.48平方千米，當中陸地面積為99.04平方千米，而水域面積為0.44平方千米。當地共有人口737人，而人口密度為每平方千米7人。